# Itera-Katusha/Saison 2014
Dieser Artikel listet Erfolge und Fahrer des Radsportteams Itera-Katusha in der Saison 2014 auf.

## Erfolge in der UCI Europe Tour
| Datum      | Rennen                                  | Kat. | Sieger              |
| ---------- | --------------------------------------- | ---- | ------------------- |
| 19. April  | 4. Etappe Grand Prix of Adygeya         | 2.2  | Alexander Foliforow |
| 5. Mai     | Prolog Five Rings of Moscow             | 2.2  | Sergei Nikolajew    |
| 6. Mai     | 1. Etappe Five Rings of Moscow          | 2.2  | Maxim Rasumow       |
| 22. Mai    | 1. Etappe Ronde de l’Isard              | 2.2U | Alexander Foliforow |
| 25. Mai    | 5. Etappe Ronde de l’Isard              | 2.2U | Alexander Foliforow |
| 12. Juni   | 2. Etappe Grand Prix Udmurtskaya Pravda | 2.2  | Sergei Nikolajew    |
| 13. Juni   | 3. Etappe Grand Prix Udmurtskaya Pravda | 2.2  | Sergei Nikolajew    |
| 19. Juni   | 1. Etappe Tour des Pays de Savoie       | 2.2  | Dmitri Ignatjew     |
| 21. Juni   | 4. Etappe Tour des Pays de Savoie (EZF) | 2.2  | Dmitri Ignatjew     |
| 26. Juli   | Central European Tour Szerencs-Ibrany   | 1.2  | Mamir Stasch        |
| 31. Juli   | 2. Etappe Tour Alsace                   | 2.2  | Dmitri Ignatjew     |
| 2. Oktober | 1. Etappe Tour of Kavkaz                | 2.2  | Mamir Stasch        |
| 4. Oktober | 3. Etappe Tour of Kavkaz                | 2.2  | Mamir Stasch        |
| 6. Oktober | 5. Etappe Tour of Kavkaz (EZF)          | 2.2  | Dmitri Ignatjew     |

## Zugänge – Abgänge
| Zugänge             | Team 2013            | Abgänge               | Team 2014           |
| ------------------- | -------------------- | --------------------- | ------------------- |
| Wiktor Manakow      | RusVelo              | Matwei Subow          | Russian Helicopters |
| Michail Akimow      | Helicopters          | Konstantin Jakimow    | Team 21             |
| Alexander Foliforow | Helicopters          | Kirill Jegorow        | Team 21             |
| Kirill Jazewitsch   | Helicopters          | Alexei Rjabkin        | Team 21             |
| Ajdar Sakarin       | Helicopters          | Denis Schujkow        | Team 21             |
| Mamir Stasch        | Helicopters          | Michail Antonow       | Unbekannt           |
| Pawel Ptaschkin     | Lokosphinx           | Alexander Bereskin    | Unbekannt           |
| Dmitri Kossjakow    | Itera-Katusha (2011) | Konstantin Kuperassow | Unbekannt           |
| Dmitri Ignatjew     | Itera-Katusha (2011) | Alexander Rotjakow    | Unbekannt           |
| Ildar Arslanow      | Neoprofi             | Wiktor Schmalko       | Unbekannt           |

## Mannschaft
| Name                | Geburtstag       | Nationalität |
| ------------------- | ---------------- | ------------ |
| Michail Akimow      | 17. April 1992   | Russland     |
| Ildar Arslanow      | 6. April 1994    | Russland     |
| Alexander Foliforow | 8. März 1992     | Russland     |
| Igor Frolow         | 23. Januar 1990  | Russland     |
| Dmitri Ignatjew     | 27. Juni 1988    | Russland     |
| Kirill Jazewitsch   | 9. Januar 1992   | Russland     |
| Roman Katirin       | 24. Mai 1991     | Russland     |
| Dmitri Kossjakow    | 28. Februar 1986 | Russland     |
| Artur Kowsch        | 15. April 1992   | Russland     |
| Wiktor Manakow      | 9. Juni 1992     | Russland     |
| Sergei Nikolajew    | 5. Februar 1988  | Russland     |
| Maxim Pokidow       | 11. Juli 1989    | Russland     |
| Pawel Ptaschkin     | 23. Juni 1990    | Russland     |
| Maxim Rasumow       | 12. Januar 1990  | Russland     |
| Ajdar Sakarin       | 19. April 1994   | Russland     |
| Mamir Stasch        | 4. Mai 1993      | Russland     |
| Jewgeni Swerkow     | 2. Februar 1993  | Russland     |